# Caravan Pictures
Caravan Pictures foi uma produtora cinematográfica estadunidense, fundada em 1992 pelos produtores Joe Roth e Roger Birnbaum e extinta em 1999. Esta produtora teve ajuda do seu dono a The Walt Disney Company.
O primeiro filme foi Os Três Mosqueteiros (The Three Musketeers) (1993) e o último filme foi Inspector Gadget (1999).